# Ha-Mošava ha-Germanit

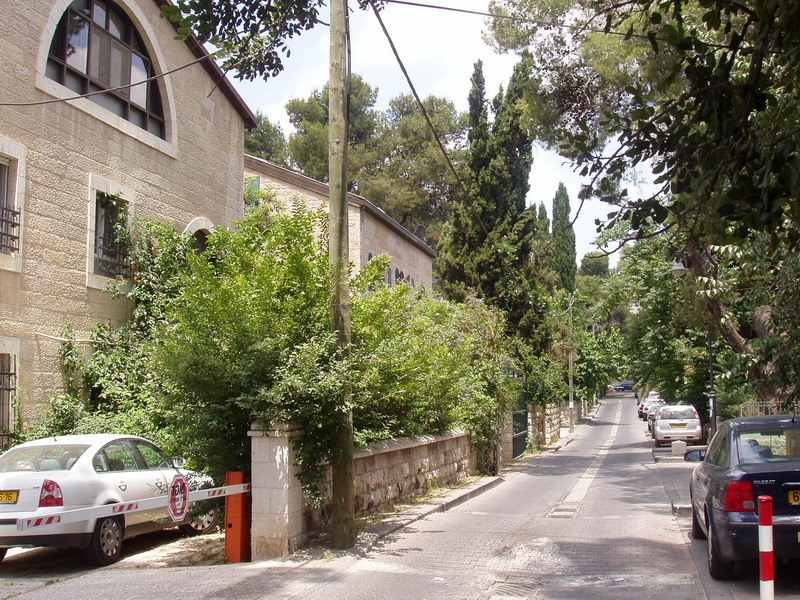
Zástavba v čtvrti ha-Mošava ha-Germanit

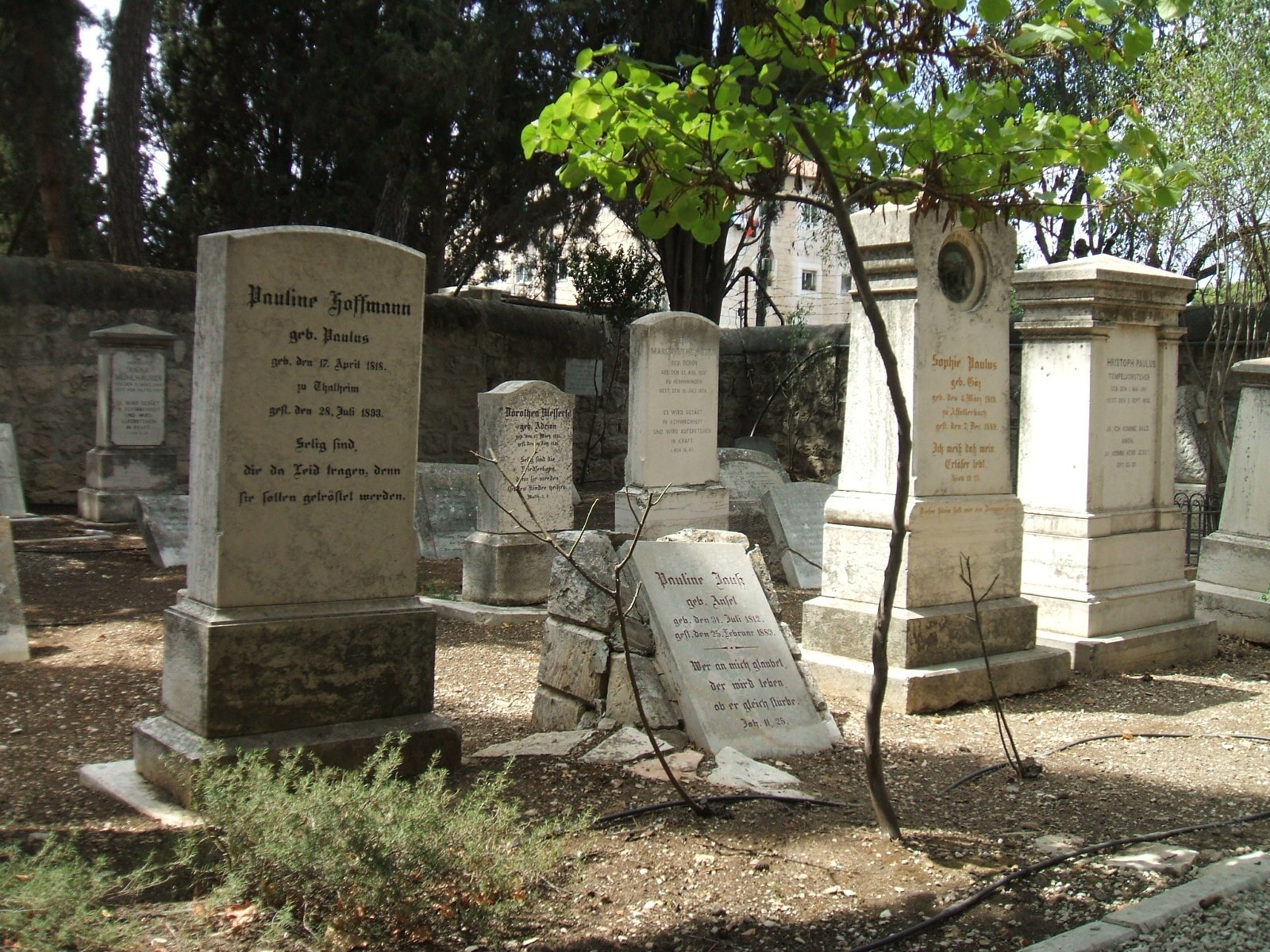
Templerský hřbitov v čtvrti ha-Mošava ha-Germanit

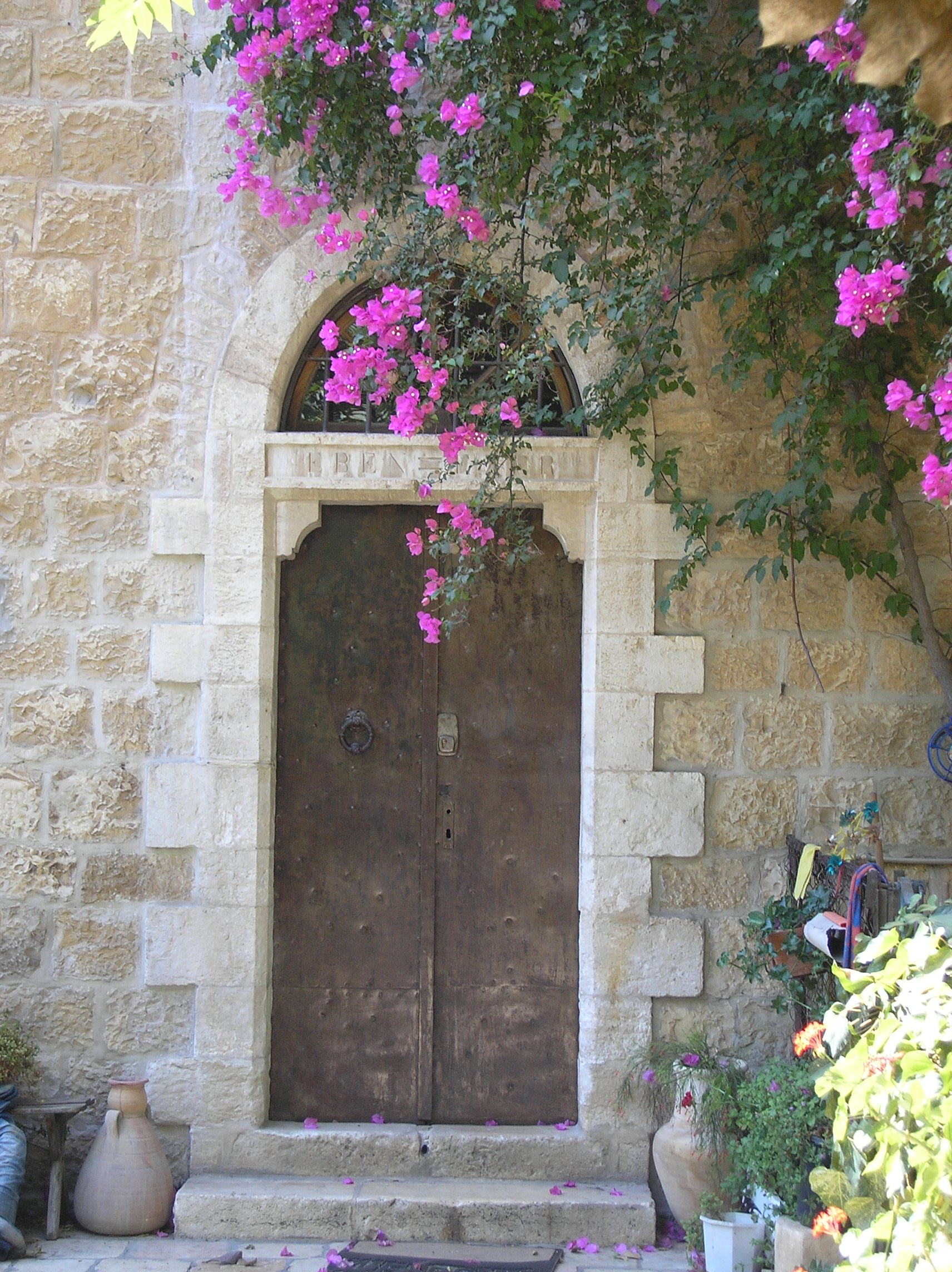
Dům v ulici Emek Refa'im v čtvrti ha-Mošava ha-Germanit

ha-Mošava ha-Germanit (hebrejsky: המושבה הגרמנית, doslova Německá kolonie) je městská čtvrť v jižní části Jeruzaléma v Izraeli.

## Geografie
Na severu hraničí s čtvrtí Talbija (Komemijut), na jihu s čtvrtí Bak'a, na jihozápadě s ha-Mošava ha-Jevanit (Řecká Kolonie) a na východě s Abu Tor. Leží v nadmořské výšce cca 750 metrů cca 1,5 kilometru jihozápadně od historického jádra města. Leží na mírně zvlněné vyvýšenině, která na východ odtud prudce spadá do údolí vádí Nachal Ecel, které ústí do kaňonu Nachal Kidron. Přímo skrz čtvrť vede ulice Emek Refa'im, jež sleduje trasu biblického údolí Emek Refa'im. Čtvrť se nachází nedaleko okraje území, které ovládl Izrael během války za nezávislost v roce 1948, tedy nedaleko od Zelené linie. Poblíž jí prochází silnice číslo 60 (Derech Chevron). Vede tudy rovněž stará železniční trať Tel Aviv-Jeruzalém, na jejímž konci tu v ulici David Remez stojí železniční stanice Jerušalajim (od roku 1998 nepoužívaná). Populace čtvrti je židovská.

## Dějiny
Založili ji v 70. letech 19. století němečtí členové protestantské sekty templeři původem z Württemberska. Většina z nich pracovala v městských institucích, malá skupina se věnovala zemědělství. Původně nazvali svou osadu Refaim, podle výše zmíněného biblického údolí. V letech 1872–1891 zde vyrostl soubor kamenných obytných domů německého typu, soustředěných podél hlavní ulice. Šlo o zahradní předměstí s individuální zástavbou a stromořadím podél ulic. Pozemky pro osadu zakoupil jeden z templerů, Matthaus Frank, od místních Arabů z nedaleké vesnice Bajt Safafa. 25. dubna 1873 byl položen základní kámen k parnímu mlýnu a jednomu soukromému domu na jednom ze zakoupených pozemků. Vzhledem k náboženské víře obyvatel byly některé ze zdejších domů vyzdobeny nápisy ze svatých knih.
V roce 1875 už zde žilo 100 lidí. Od roku 1878 se navíc do Jeruzaléma z Jaffy přesunulo vedení templerské církve. Byla tu zřízena templerská základní škola, kterou roku 1892 doplnila i střední škola. Fungovala tu pekárna Matthause Franka. Roku 1892 byla čtvrť také napojena na železnici z Jeruzaléma do dnešního Tel Avivu (roku 1943 přibyla i železniční stanice). Roku 1885 čítala osada 257 obyvatel, roku 1892 již 400. Po nástupu Adolfa Hitlera k moci se mnozí templeři stali nacisty. Britské správní úřady je proto deportovaly do Austrálie a do jejich domů se nastěhovali britští úředníci. Během války za nezávislost v roce 1948 byla čtvrť dobyta židovskými jednotkami v rámci Operace Kilšon. Tehdy byla oficiálně přejmenována na Rambam, ale nový název se nikdy neujal. V poslední době[kdy?] se čtvrť stala turistickým cílem. Roku 1975 byla vyhlášena chráněnou památkovou zónou. Rozvíjí se zde gastronomické služby. Ve čtvrti fungují dvě střední školy, základní škola a zdravotní střediska.